# Brigada Ramona Parra
Brigada Ramona Parra (BRP) es el nombre que recibe la brigada muralista del Partido Comunista de Chile (PCCh). Su nombre es en honor a la joven militante de dicho partido Ramona Parra, asesinada en la masacre de la Plaza Bulnes (Santiago) el 28 de enero de 1946.

## Orígenes
Fue creada en 1968 por resolución del VI Congreso de las Juventudes Comunistas (JJ.CC.). En sus orígenes, no tenía ningún fin estético y en su génesis no contó con ningún artista experto. Sus conocimientos se fueron adquiriendo mediante la experiencia de pintar en las calles perseguidos por Carabineros y de manera clandestina.
Los primeros murales nacieron en la propuesta de Pablo Neruda en la Unidad Popular y, posteriormente, se extendieron a nivel nacional cuando Salvador Allende fue nombrado candidato para la elección presidencial de 1970. En sus primeras incursiones trabajaban de forma muy poco profesional, con trazados irregulares usando solo un color y sin fondo.
Lo esencial para los muralistas del BRP era entregar un mensaje con contenido a los transeúntes comunes y corrientes. Producto de esto, se desarrollaron dos aspectos característicos: la ubicación de los murales en zonas estratégicas, como plazas emblemáticas o comunas marginales; y, por otro lado, su iconografía, caracterizada por la inclusión de elementos como la espiga, el puño, la estrella, las aves y los trabajadores.
En 1971 el artista Roberto Matta, junto con la Brigada Ramona Parra, pintó un mural llamado El primer gol del pueblo chileno, que está ubicado en la antigua piscina municipal de la comuna de La Granja. Este mural tiene unas dimensiones de 25 m largo por 4 m de altura. Fue recubierto de pintura luego del golpe de Estado del 11 de septiembre de 1973, siendo redescubierto en 2005 por alumnos tesistas de la Universidad de Chile. Tras un largo proceso de restauración (y recaudación de fondos), fue entregado al público en septiembre de 2008.

## Murales

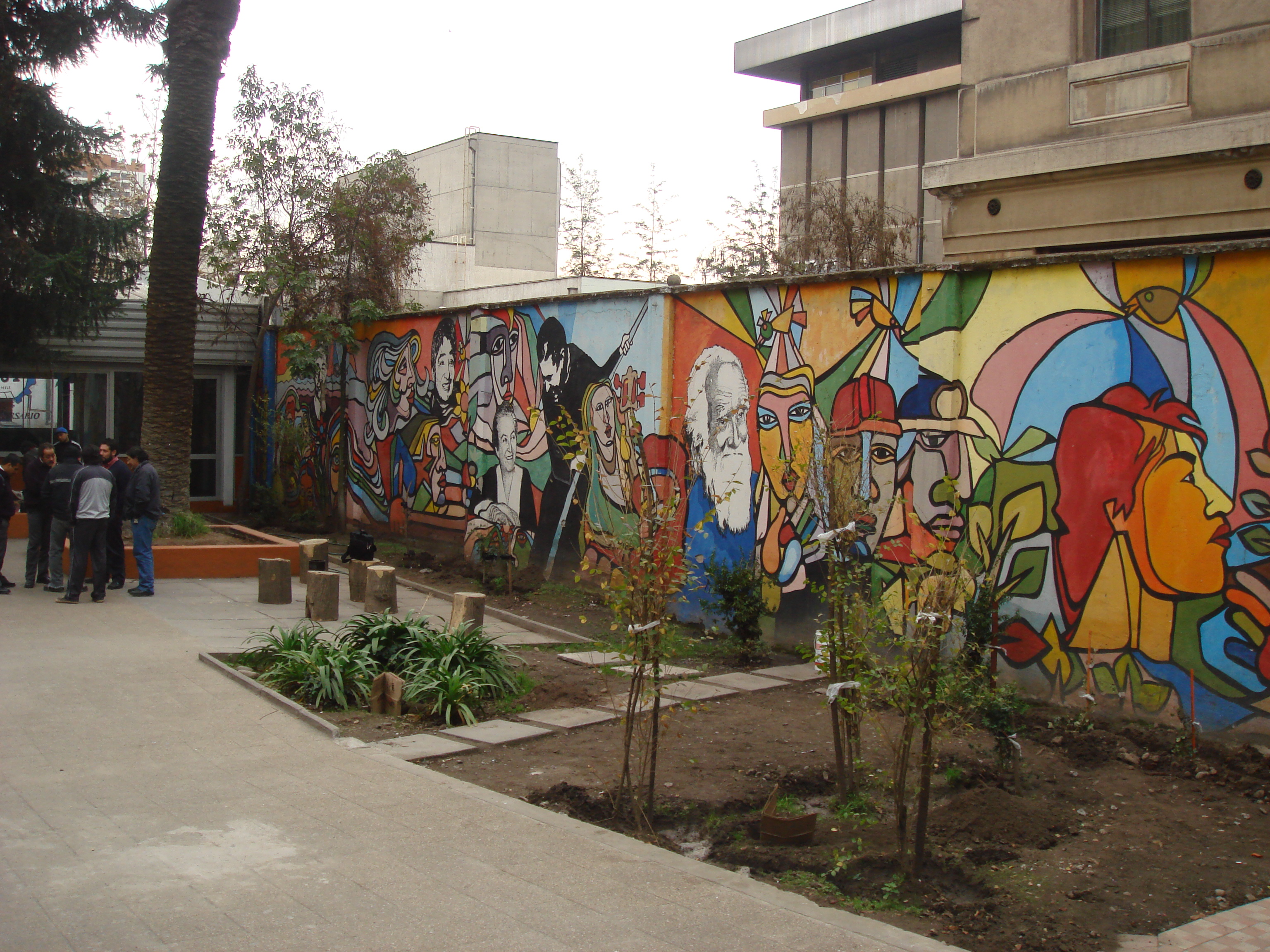
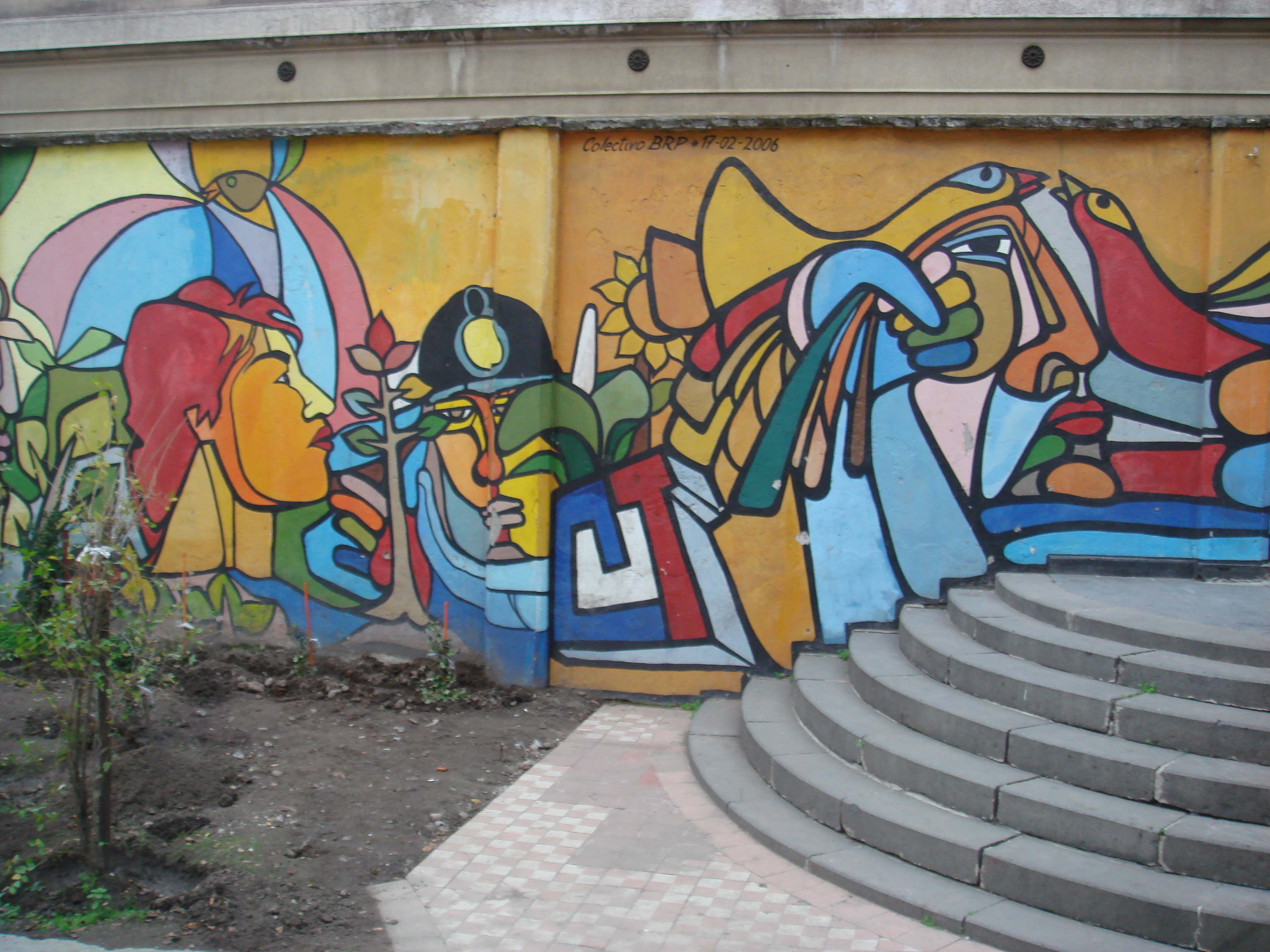
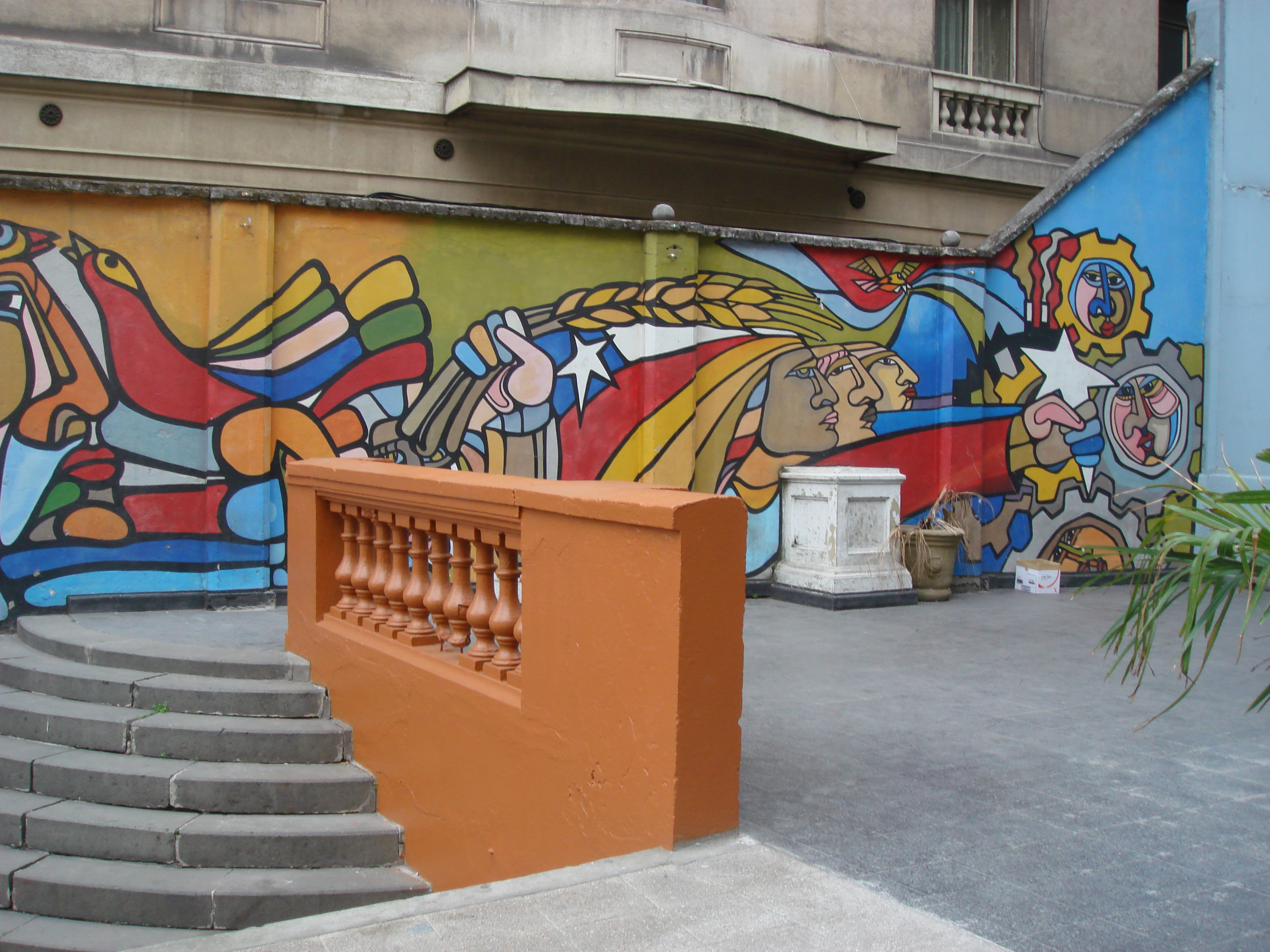

### Extranjero
Debido a que algunos de sus integrantes estuvieron en el exilio, fueron varios los murales que fueron pintados por estos en el extranjero, como es el caso de los murales hechos en Ámsterdam, Holanda. Particularmente, en octubre de 2018 fue descubierto un antiguo mural durante la demolición de un edificio en el barrio de Osdorpplein, el cual data de 1983 y hace referencia a la era dictatorial de Chile. «Fueron cerca de 60», dice el artista valdiviano Jorge "Kata" Nuñez los pintados en la ciudad junto a otros miembros de la "Brigada Ramona Parra". La desarrolladora del proyecto cambiará los planos protegiéndola con un vidrio, y así darle un trato patrimonial a la obra haciéndola visible en la fachada de la nueva oficina municipal que ahí se construye.